# A Rodalies Barcelona állomásainak listája
Ez a lista a Rodalies Barcelona állomásait sorolja fel.

## Állomások listája
| Név                                            | Tarifa zóna | Hely                         |
| ---------------------------------------------- | ----------- | ---------------------------- |
| Aeroport                                       | 1           | El Prat de Llobregat         |
| Arc de Triomf                                  | 1           | Barcelona                    |
| Arenys de Mar                                  | 4           | Arenys de Mar                |
| Badalona                                       | 1           | Badalona                     |
| Balenyà-Els Hostalets                          | 5           | Balenyà                      |
| Balenyà-Tona-Seva                              | 5           | Balenyà                      |
| Barberà del Vallès                             | 2           | Barberà del Vallès           |
| Bellvitge                                      | 1           | L’Hospitalet de Llobregat    |
| Blanes                                         | 6           | Blanes                       |
| Cabrera de Mar                                 | 3           | Cabrera de Mar               |
| Calafell                                       | 5           | Calafell                     |
| Caldes d'Estrac                                | 4           | Caldes d’Estrac              |
| Calella                                        | 5           | Calella                      |
| Canet de Mar                                   | 4           | Canet de Mar                 |
| Cardedeu                                       | 4           | Cardedeu                     |
| Castellbell i el Vilar-Monistrol de Montserrat | 5           | Castellbell i el Vilar       |
| Castellbisbal                                  | 3           | Castellbisbal                |
| Castelldefels                                  | 2           | Castelldefels                |
| Cerdanyola Universitat                         | 3           | Cerdanyola del Vallès        |
| Cerdanyola del Vallès                          | 3           | Cerdanyola del Vallès        |
| Cornellà                                       | 1           | Cornellà de Llobregat        |
| Cubelles                                       | 5           | Cubelles                     |
| Cunit                                          | 5           | Cunit                        |
| El Clot-Aragó                                  | 1           | Barcelona                    |
| El Masnou                                      | 2           | El Masnou                    |
| El Papiol                                      | 2           | El Papiol                    |
| El Vendrell                                    | 6           | El Vendrell                  |
| Els Monjos                                     | 4           | Santa Margarida i els Monjos |
| Estación de França                             | 1           | Barcelona                    |
| El Prat de Llobregat                           | 2           | El Prat de Llobregat         |
| Figaró                                         | 1           | Figaró-Montmany              |
| Garraf                                         | 2           | Sitges                       |
| Gavà                                           | 2           | Gavà                         |
| Gelida                                         | 3           | Gelida                       |
| Granollers Centre                              | 3           | Granollers                   |
| Granollers-Canovelles                          | 3           | Granollers                   |
| Gualba                                         | 4           | Gualba                       |
| L’Arboç                                        | 6           | L’Arboç                      |
| L’Hospitalet de Llobregat                      | 1           | L’Hospitalet de Llobregat    |
| La Garriga                                     | 4           | La Garriga                   |
| La Granada                                     | 4           | La Granada                   |
| La Llagosta                                    | 2           | La Llagosta                  |
| Lavern-Subirats                                | 3           | Subirats                     |
| Les Franqueses del Vallès                      | 3           | Les Franqueses del Vallès    |
| Les Franqueses-Granollers Nord                 | 3           | Les Franqueses del Vallès    |
| Llinars del Vallès                             | 3           | Llinars del Vallès           |
| Malgrat de Mar                                 | 5           | Malgrat de Mar               |
| Manresa                                        | 6           | Manresa                      |
| Martorell                                      | 3           | Martorell                    |
| Mataró                                         | 3           | Mataró                       |
| Maçanet Massanes                               | 6           | Maçanet de la Selva          |
| Molins de Rei                                  | 2           | Molins de Rei                |
| Mollet-Sant Fost                               | 2           | Mollet del Vallès            |
| Mollet-Santa Rosa                              | 2           | Mollet del Vallès            |
| Montmeló                                       | 2           | Montmeló                     |
| Montcada Bifurcació                            | 1           | Montcada i Reixac            |
| Montcada i Reixac                              | 1           | Montcada i Reixac            |
| Montcada i Reixac Santamaria                   |             | Montcada i Reixac            |
| Montcada i Reixac-Manresa                      | 1           | Montcada i Reixac            |
| Montcada-Ripollet                              | 1           | Montcada i Reixac            |
| Montgat                                        | 1           | Montgat                      |
| Montgat Nord                                   | 1           | Montgat                      |
| Ocata                                          | 2           | El Masnou                    |
| Palautordera                                   | 2           | Santa Maria de Palautordera  |
| Parets del Vallès                              | 2           | Parets del Vallès            |
| Passeig de Gràcia                              | 1           | Barcelona                    |
| Pineda de Mar                                  | 4           | Pineda de Mar                |
| Platja de Castelldefels                        | 2           | Castelldefels                |
| Plaça de Catalunya                             | 1           | Barcelona                    |
| Premià de Mar                                  | 2           | Premià de Mar                |
| Riells i Viabrea-Breda                         | 4           | Riells i Viabrea             |
| Hostalric                                      | 5           | Hostalric                    |
| Rubí                                           | 2           | Rubí                         |
| Sabadell Centre                                | 2           | Sabadell                     |
| Sabadell Nord                                  | 2           | Sabadell                     |
| Sabadell Sud                                   | 2           | Sabadell                     |
| Sant Adrià de Besòs                            | 1           | Sant Adrià de Besòs          |
| Sant Andreu Arenal                             | 1           | Barcelona                    |
| Sant Andreu Comtal                             | 1           | Barcelona                    |
| Sant Andreu de Llavaneres                      |             | Sant Andreu de Llavaneres    |
| Sant Celoni                                    | 4           | Sant Celoni                  |
| Sant Cugat del Vallès                          | 2           | Sant Cugat del Vallès        |
| Sant Feliu de Llobregat                        | 2           | Sant Feliu de Llobregat      |
| Sant Joan Despí                                | 1           | Sant Joan Despí              |
| Sant Martí de Centelles                        | 4           | Sant Martí de Centelles      |
| Sant Miquel de Gonteres-Viladecavalls          | 3           | Viladecavalls                |
| Sant Pol de Mar                                | 4           | Sant Pol de Mar              |
| Sant Sadurní d’Anoia                           | 3           | Sant Sadurní d’Anoia         |
| Sant Vicenç de Calders                         | 6           | El Vendrell                  |
| Sant Vicenç de Castellet                       | 5           | Sant Vicenç de Castellet     |
| Santa Perpètua de Mogoda                       | 2           | Santa Perpètua de Mogoda     |
| Santa Susanna                                  | 5           | Santa Susanna                |
| Sants                                          | 1           | Barcelona                    |
| Segur de Calafell                              | 5           | Calafell                     |
| Sitges                                         | 3           | Sitges                       |
| Terrassa                                       | 2           | Terrassa                     |
| Tordera                                        | 5           | Tordera                      |
| Torre del Baró                                 | 1           | Barcelona                    |
| Vacarisses                                     | 4           | Vacarisses                   |
| Vacarisses-Torreblanca                         | 4           | Vacarisses                   |
| Vic                                            | 6           | Vic                          |
| Viladecans                                     | 1           | Viladecans                   |
| Viladecavalls                                  | 3           | Viladecavalls                |
| Vilafranca del Penedès                         | 4           | Vilafranca del Penedès       |
| Vilanova i la Geltrú                           | 4           | Vilanova i la Geltrú         |
| Vilassar de Mar                                | 2           | Vilassar de Mar              |